# Диавара, Маамаду
Маамаду́ Диавара́ (фр. Mahamadou Diawara; 17 февраля 2005) — французский футболист, полузащитник клуба «Гавр» на правах аренды из «Олимпик Лиона».

## Клубная карьера
Воспитанник футбольной академии клуба «Лонжюмо». С 2018 года тренировался в футбольной академии клуба «Пари Сен-Жермен», в которой провёл пять лет.
В июне 2023 года перешёл в «Олимпик Лион», подписав первый в своей карьере профессиональный контракт. 8 октября 2023 года дебютировал в основном составе «Лиона» в матче французской Лиги 1 против «Лорьяна».
17 января 2025 года Диавара присоединился к «Гавру» на правах аренды до конца сезона 2024/25.

## Личная жизнь
Родился во Франции в семье выходцев из Мали.